# 朝鮮語規範集
朝鮮語規範集（ちょうせんごきはんしゅう、조선말규범집）は、現行の朝鮮語の正書法である。朝鮮民主主義人民共和国（以下「北」）及び中国でそれぞれ作られており、その内容もそれぞれ異なるものとなっている。朝鮮語と韓国語は文化的ルーツは同じだが、1950年代以降、韓国語の正書法と朝鮮語の規範が何度も変化をもたらし、異質性を帯びるようになった。 その中でも語彙での形態的差が最も明確に現れるが、頭音法則やサイシ以外にも多くの面で差を見せる。朝鮮語学会を引き継いだハングル学会は、この<ハングル正書法統一案>のハングル版(1948)を刊行したが、改訂本の全文を純ハングルに変えたもので、続いて1949年に文教部(現在の教育部)が文法用語を新たに制定したことにより1958年に用語修正版を刊行し、1980年には<ハングル正書法>として規定を理解しやすいように改刊した。
以下、原則として北の「朝鮮語規範集」について説明する。
この正書法は1954年の朝鮮語綴字法（조선어 철자법）を改訂したものである。1966年6月に国語査定委員会で制定し1987年5月15日及び2010年10月頃に改訂したものが現行のものである。ここでは特に断りのない限り、文化語発音法を除く2010年改訂版について、大韓民国（以下「南」）の現行正書法であるハングル正書法（한글 맞춤법）と異なる部分を中心に記述する。

## 構成
朝鮮語規範集は「正書法」（総則及び7章27項）、「分かち書き規定」（総則及び6項）、「文章符号法」（総則及び19項並びに補充項、「文化語発音法」（総則及び10章30項）、「朝鮮文字の表記」の5つの部門で構成されている。章の構成は以下の通りである。
- 表記法
  - 総則
  - 第1章  朝鮮語字母の順序とその名称
  - 第2章  形態部のつづり
  - 第3章  語幹と吐のつづり
  - 第4章  合成語のつづり
  - 第5章  接頭辞と語根のつづり
  - 第6章  語根と接尾辞（または一部の吐）のつづり
  - 第7章  漢字語のつづり
- 分かち書き
  - 総則
  - 各項（第1項～第6項）
- 文章符号法
  - 総則
  - 各項（第1項～第19項）
  - 補充項（ 1)～4)）
- 文化語発音法
  - 総則
  - 第1章  母音の発音
  - 第2章  初声子音の発音
  - 第3章  終声字母に関する発音
  - 第4章  終声の連音現象に関する発音
  - 第5章  終声の断音現象に関する発音
  - 第6章  濃音化現象に関する発音
  - 第7章  「ㅎ」の激音化現象に関する発音
  - 第8章  同化現象が起こるときの発音
  - 第9章  音挿入現象に関する発音
  - 第10章  弱化または脱落現象に関する発音
- 朝鮮文字の表記

## 表記法
総則では「朝鮮語表記法は単語において意味を持つ各部分を常に同一につづる原則を基本としつつ、一部の場合に発音のままにつづったり、慣習に従うことを許容する。」と規定されている。これは形態主義の原則に従ってつづることを宣言したものであり、原則として南のハングル正書法と同じである。
以下に南の正書法であるハングル正書法と異なる点をまとめる。

### 語尾の表記
北では，語尾においてㄹの直後が濃音で発音されるものは平音でつづることになっている（第6項）。同様の規定は南にもあるが（第53項）、南では疑問を表す「-ㄹ까,-ㄹ꼬,-ㅂ니까/-습니까,-리까,-ㄹ쏘냐」は濃音でつづる(同項但書き)旨の例外規定がある。従って、南の「-ㄹ까,-ㄹ꼬,-ㄹ쏘냐」は北では「-ㄹ가,-ㄹ고,-ㄹ소냐」とつづられる。
また，用言の-아/-어形において、語幹末音がㅣ,ㅐ,ㅔ,ㅚ,ㅟ,ㅢである母音語幹は，北では-여を付けることとなっている（第11項・3)）。同様にして、用言の-아/-어形から派生した副詞もこれに従う(同附記)。この規定は1930年に朝鮮総督府が定めた「諺文綴字法」の規定と同じである。これに対して，南では「-아/-어」の2形態の原則に従い「-어」とつづる。
- 기여（這って）,개여（晴れて）,베여（枕して）,되여（なって）,쥐여（握って）,희여（白くて）
- 도리여（かえって）,드디여（ついに）

### 縮約形の表記
用言の縮約形において、一部に南北で規定の違いが見られる。
用言に接尾辞-이-が付いた「쏘이다（撃たれる）」などの縮約形は南北ともに「쐬다」などを例示しているが、その-아/-어形である「쏘이여（撃たれて）」（南では「쏘이어」）などについては、南では「쐬여,쏘여」などの2つを例示している（第38項）のに対し、北では「쐬여」などのみを例示し「쏘여」などは例示していない（第12項）。
「하다（する）」の縮約形において、南では「넉넉지 않다 ＜ 넉넉하지 않다（十分でない）」のように「하」全体の脱落形を容認している(第40項・附則2)のに対し、北では「넉넉치 않다」のように激音化する場合のみを認めている（第13項）。

### 合成語の表記
사이소리끼우기（間音挿入）（南における「사이시옷（間のㅅ）」）は、北では一切表記しないのが原則である。
- 나무가지（木の枝）― 南では 나뭇가지

ただし、以下のような単語については混同を避けるためにパッチムにㅅが用いられる。
- 샛별（明星） ― 새별（新星）

また、「뒷-（後ろの）,웃-（上の）」などは1つの接頭辞と見なしているため、「ㅅ」は사이시옷扱いにはされていない（第18項）。
南では「앞니（前歯）」のように「이（歯、しらみ）」の合成語は例外的に「니」とつづることになっている（第27項・附則3）が、北にはそのような規定がないので「앞이（前歯）」のように原則通りにつづる。
また、南では雌雄を表す「암, 수」に続く語が激音化する場合、激音化したとおりに表記し（第31項・2）、87年版以前でも同様の扱いとされていたが、2010年に改定された朝鮮語規範集においては、激音化した場合であっても、原形通り表記されることとなった（第14項後段）。
- 암닭（雌鶏）― 南では 암탉

但し、「암, 수」以外の語の後でおこる激音化については、南と同様に激音化した通りに表記される（第15項）。
- 안팎（内外）

### 漢字語
漢字語は個々の漢字の本来の漢字音の通りにつづることになっている（第25項）ので、語頭にㄹやㄴが立ちうる。
- 락원（楽園）,례외（例外）,녀자（女子）

ただし、いくつかの単語については慣用音に従って表記することになっている（第25項但書き）。
- 나사 ＜ 라사（螺糸(ねじ)、羅紗）,나팔 ＜ 라팔（喇叭(らっぱ)）
- 류월 ＜ 륙월（六月）,시월 ＜ 십월（十月）

## 分かち書き
分かち書きについては、1987年に一度この朝鮮語規範集の改正を経た後、2000年に「朝鮮語分かち書き規範（조선말 띄여쓰기규범）」、2003年に「分かち書き規定（띄여쓰기규정）」が制定された後、2010年の改正にあたり2003年の分かち書き規定をほぼそのまま取り入れる形で朝鮮語規範集の規定が改められ、これが現行の分かち書きの規範になっている。以下に南の現行正書法と異なる点を述べる。

### 1つの対象等を表す文節
北では、ひとつの対象、行動や状態を表す文節においては、途中に助詞が含まれる場合であっても、続け書きを原則としている（第2項）。南でも一部の場合に続け書きが許容されるが、北では続け書きが原則となっている点が異なる。また、南でも１つの「単語」とみなされた結果続け書きがなされるものもある。例）
- 助詞が含まれるもの
  - 修飾語+名詞［잔돈（おつり）、붉은기（赤旗）など］
  - 合成用言（補助用言を含む）（後述）
  - その他［여러말할것없이（いろいろいうことなく）、왜냐하면（なぜならば）など］
- 助詞が含まれないもの
  - 合成語
  - 名詞+用言［하다（する）、되다（される）、시키다（させる）など］
  - 並列・繰返し語［아침저녁（朝晩）、길이길이（永遠に）など］

### 固有名詞など
北では、固有名詞の類は、続け書きを原則としているが、いくつかの節に分かれるものは、節ごとに分かち書きをすることとしている（第３項）。南でも姓名は続け書きが原則となっているほか、姓名以外の固有名詞等についても分かち書きが許容されているが、北の場合はすべての場合に続け書きが原則となっている点で大きく異なる。例）
- 完全に続け書きをする場合
  - 合成名詞的なもの［조선로동당（朝鮮労働党）、대한민국（大韓民国）、서울대학교（ソウル大学）など］
  - 名前+職位等［김영남군당책임비서（キムヨンナム郡党責任書記）、리남순과학지도국장（リナムスン科学指導局長）、김설미선생（キムソルミ先生）など］
- 一部分かち書きをする場合
  - 修飾的語彙+実質的語彙［조선로동당 평양시 중구역위원회（朝鮮労働党 平壌市 中区域委員会）、아시아지역 주체사상연구소（アジア地域 主体思想研究所）、박사 김준식선생（博士 キムジュンシク先生）など］

### 数詞
北では、数詞は百、千、万、億、兆を単位として分かち書きをすることとされている（第４項）。南では、万単位（四桁ごと）で分かち書きをすることとされているため、千以下の単位において分かち書きに違いが生じる。
- 3만 8천 6백 20（3万 8千 6百 20）

また、北では、算用数字によって表記する場合は3桁ごとに分かち書きすることとされている（同項付則。南では算用数字の場合の分かち書きについては規定されていない。）。
- 1 000 000 000
- 0.002 321 67

ただし、名詞等の一部となるときは分かち書きをしないこととされる（同項付則但書き）。
- 1211고지（1211高地）
- 3000t급배（3000t級船）

### 不完全名詞
不完全名詞（依存名詞、形式名詞）は前の単語に付けて書く（第5項）。
- 그분（その方）,누구탓（誰のせい）
- 좋은것（よいもの）,갈리 없다（行くはずがない）

位置名詞や時間名詞も同様にして前の単語に付けて書く。
- 학교앞（学校の前）,그날밤（その日の夜）

ただし、「등（など）,대（対）,겸（兼）」などは分かち書きすることになっている（同項米印）。

### 合成用言
合成用言（補助用言を含む）は続け書きをする（第2項2)）。
- 돌아가다（帰る）,적어두다（記しておく）
- 밀고나가다（押し通す）,읽고있다（読んでいる）

-아/-어形で結ばれた用言は南でも続け書きが許容されているが、-고形で結ばれたものは南では分かち書きする。
「体言＋用言」の構成で1つの用言をなすものは続け書きする（第11項）。これらの一部は南でも続け書きされる。また、用言が副詞形を取るものもこれに準ずる。
- 앞서다（先立つ）,의리깊다（義理深い）
- 가슴깊이（胸深く）,두말없이（言うまでもなく）

### 特殊なもの
北ではこのように、かなりの場合に続け書きをすることとしているのであるが、そうすると、一単位が読解が困難なほど長くなる場合が生ずる。したがって、そのような場合には、適当に分かち書きをすることが許容される。
- 3대혁명붉은기쟁취운동 궐기모임 참가자（三大革命赤旗獲得運動 決起集会 参加者）

また、原則どおりであれば続け書きをすべき場合であっても、続け書きの有無や位置によって意味が区別されるべき場合においては、分かち書きをすることが許容される。
- 김설미어머니（キムソルミという名の母）⇔김설미 어머니（キムソルミの母）
- 중세 언어연구（中世行われた言語研究）⇔중세언어 연구（中世用いられていた言語に対する研究）

## 文章符号
文章符号について特徴的なものをいくつか挙げる。
- 句読点は「,.」を用いる。ただし「,」の用法についてはハングル正書法ほどではないもののかなり細かい規定がある。複文の境界などには用いず、全体的に使用は少ない。
- 引用符は、「《 》」を用いる。これはロシア語正書法における「« »」に倣ったものと推測される。

なお，本編は，横書きについて規定した上で，補充項4)において，「縦書き文における符号使用法」として準用規定を設けている。

## 註釈
1. ↑  “한글” (朝鮮語). encykorea.aks.ac.kr. 2023年11月22日閲覧。
2. ↑  66年版は総則及び7章28項，87年版は総則及び7章27項である。
3. ↑  2010年版では章分けがされていない。66年版は総則及び6章23項，87年版は総則及び5章22項である。
4. ↑  66年版は総則及び19項，87年版は総則及び20項である。
5. ↑  66年版では総則及び11章43項，87年版では総則及び10章31項である。
6. ↑  但し，最後の「朝鮮文字の表記」は2010年版では目次に掲げられていない。
7. ↑  但し、南では、「表音主義」表記の例外として「形態主義」表記を定めるのに対して、北では「形態主義」表記の例外として「表音主義」表記を定める点に特徴がある。
8. ↑  なお，「모이다」などについては，北でも双方を認める。
9. ↑  このことについて，87年版では，샛별/새별及び빗바람/비바람の表記に関して第15項附則として直接規定されていたが，2010年版では当該附則が削除され，第15項で直接取り扱われることとなった。なお，87年版で規定されていた빗바람/비바람は，『文化語発音辞典』（2014年）においては，双方とも비바람とされている。
10. ↑  なお，この規定は，2000年の「朝鮮語分かち書き規範」の付録２で言及されていたものを正式に規範に組み入れたものである。
11. ↑  ただし、2010年版の規定上は必ずしも明らかでない